# Wiesława Bauman
Wiesława Bauman (ur. 1932, zm. 9 lipca 2022) – polska nauczycielka.
Była magistrem biologii. Przez wiele lat pracowała jako nauczycielka w Liceum Ogólnokształcącym w Sędziszowie Małopolskim. Zmarła 9 lipca 2022 i została pochowana na cmentarzu przy ul. Kościuszki w Lubaczowie.
Pośmiertnie prezydent RP Andrzej Duda nadał Wiesławie Bauman za wybitne zasługi dla oświaty i wychowania polskiej młodzieży Krzyż Kawalerski Orderu Odrodzenia Polski. 